# Kampfgeschwader 27 »Boelck«
Kampfgeschwader 27 »Boelck« (dobesedno slovensko: Bojni polk 27 »Boelck«; kratica KG 27) je bil bombniški letalski polk (Geschwader) v sestavi nemške Luftwaffe med drugo svetovno vojno.

## Organizacija
- štab
- I. skupina
- II. skupina
- III. skupina

## Vodstvo polka
Poveljniki polka (Geschwaderkommodore)
- Polkovnik Hans Behrendt: 1. maj 1939
- Generalmajor Richard Putzier: november 1939
- Polkovnik Hans Behrendt: januar 1940
- Podpolkovnik Bernhard Georgi: 22. junij 1940
- Polkovnik Gerhard Conrad: 26. julij 1940
- Major Gerhard Ulbricht: november 1940
- neznan: 1941
- Polkovnik Hans-Henning von Beust: januar 1942
- Major Rudi Kiel: december 1943